# Бумбешти-Пицик (Горж)
Бумбешти-Пицик (рум. Bumbești-Pițic) насеље је у Румунији у округу Горж у општини Бумбешти-Пицик. Oпштина се налази на надморској висини од 408 m.

## Становништво
Према подацима из 2011. године у насељу је живело 993 становника.